# Commodity trading advisor
Commodity trading advisor (CTA) je jednotlivec nebo organizace, která fondům nebo individuálním klientům poskytuje poradenství a služby vztahující se k obchodování s futures kontrakty, komoditními opcemi a/nebo swapy. Jsou způsobilí k obchodování na managed futures účtech. Definice CTA se může vztahovat i na investiční poradce pro hedge fondy a privátní fondy, včetně podílových fondů a v některých případech fondů obchodovaných na burze (ETF). CTA jsou regulovány vládou Spojených států prostřednictvím registrace u Commodity Futures Trading Commission (CFTC) a členstvím v National Futures Association (NFA).

## Charakteristika

### Obchodní aktivity
CTA je v podstatě správce aktiv, který využívá řadu investičních strategií s futures kontrakty a opcemi na futures kontrakty na široké škále fyzického zboží, jako jsou zemědělské produkty, lesní produkty, kovy a energie, plus derivátové kontrakty finančních nástrojů, jako jako indexy, dluhopisy a měny. Obchodní programy provozované CTA lze charakterizovat podle jejich tržní strategie, buď následující trend nebo tržně neutrální, a podle segment trhu, tedy finanční, zemědělské nebo měnové.
CTA používají k obchodování 2 hlavní přístupy: technický a fundamentální. Techničtí obchodníci často využívají částečně automatizované systémy (počítačové programy) ke sledování trendu, kvantitativní analýze a exekuci obchodů. Úspěšné následování trendu nebo používání technické analýzy k zachycení swingů na trzích může do značné míry ovlivnit výkon a činnost CTA. Dr. Galen Burghardt, profesor na univerzitě v Chicagu Booth School of Business, v roce 2010 objevil korelaci 0,97 mezi skupinou CTA sledujících trend a širším CTA indexem v období 2000-2009, což znamená, že techničtí obchodníci sledující trend dominovali v rámci CTA kominuty. Fundamentální obchodníci se snaží realizovat zisky za pomocí předpovědi ceny na základě analýzy nabídky a poptávky a dalších tržních informací. Ostatní CTA nesledující trend jsou krátkodobí obchodníci, obchodníci spreadů a jednotliví tržní odborníci.

### Odměňování
CTA jsou odměňovaní prostřednictvím poplatků za správu, které jsou vypočteny procentuálně z kapitálu pod správou a z poplatků ze zisku, které se počítají procentuálně z nově vytvořených zisků. Obvykle nejsou účtovány žádné výkonnostní poplatky v případě, že CTA nevygeneruje zisk přesahující minimální přípustnou míru návratnosti nebo tzn. High-Water mark.

## Historie
Ve Spojených státech se obchodování futures kontraktů na zemědělské komodity datuje minimálně k padesátým letům 19. století. První federální regulace zaměřená na obchodování s futures byla navržena počátkem 20. let 20. století, což vedlo k zákonu o futures se zrninami v roce 1922. V roce 1936 byl tento zákon nahrazen v pozměněném znění s názvem zákon o komoditním trhu. Termín "Commodity trading advisor" byl poprvé zmíněn v legislativě v roce 1974, kdy byla založena Commodity Futures Trading Commission (CFTC) podle zákona Commodity Futures Trading Commission Act. Název CTA byl odvozen od poradců, kteří původně působili převážně na komoditních trzích. Později se obchodování výrazně rozšířilo se zavedením derivátů na další produkty, včetně finančních nástrojů.
V červenci 2010 byla definice commodity trading advisor podle zákona o komoditní burze rozšířena zákonem Dodd-Frank Wall Street Reforms and Consumer Protection Act, aby zahrnovala "osoby, které poskytují poradenství ohledně swapových operací". Do té doby nebyly swapy zahrnuty do definice CTA.

## Regulace

### Historická regulace
V roce 1979 přijala CFTC první komplexní úpravu pro CTA, která byla později rozšířena o další pravidla v roce 1983 a 1995. Dodatečná pravidla v roce 1983 zvýšila dohled CFTC nad těmito poradci a oprávnila National Futures Association (NFA) registrovat subjekty jako CTA. Toto rozšíření v roce 1995 mělo za cíl větší zveřejňování CTA, což vede k lepším znalostem pro investory.

### Současná regulace
Podle zákona o komoditní burze se CTA musí zaregistrovat v souladu s předpisy CFTC, včetně poskytování záznamů a reportů, pokud nesplňují kritéria Komise pro udělení výjimky. Registrované CTA se musí rovněž stát členy NFA, pokud spravují finanční prostředky nebo poskytují poradenství veřejnosti.
Podle zákona o komoditní burze mohou být kvalifikované osoby osvobozeny od registrace u CFTC, pokud neposkytují obchodní poradenství více než 15 osobám. Výjimku mají i osoby, jejichž primární činností není CTA. Ti jsou pak registrovány u Komise pro cenné papíry jako investiční poradci. I když je fyzická osoba osvobozena od registrace, stále se musí registrovat u NFA. CTA je osvobozena od registrace u NFA za předpokladu, že poskytuje obchodní poradenství s komoditami méně než 15 osobám a nepoužívá titulu commodity trading advisor nebo v případě, že poskytují poradenství pouze prostřednictvím publikací, počítačového systému nebo seminářů.

### Změny po Dodd-Frank
Dne 26. ledna 2011, po uzákonění Dodd-Frank Wall Street Reform and Consumer Protection Act v roce 2010, provedla CFTC dodatky a změny v regulaci CTA, včetně dvou nových forem sběru informací. CFTC také zvýšila požadavky na zveřejňování a změnila kritéria registrace. V důsledku těchto změn mohou být poradci spravující finanční prostředky, které používají swapy a jiné komoditní kontrakty, definovány jako CTA, které podléhá registraci u CFTC. United States Chamber of Commerce a Investment Company Institute podali žalobu proti CFTC, s cílem zvrátit tuto změnu pravidel, která by vyžadovala, aby provozovatelé podílových fondů, které investují do komodit, měli být registrováni. Nicméně žaloba byla neúspěšná a změně pravidel bylo vyhověno.

### Výjimka z registrace podle zákona o investičních poradcích z roku 1940
Pokud se commodity trading advisor zabývá významnými poradenskými činnostmi týkající se cenných papírů, mohla by být vyžadována registrace podle zákona o investičních poradcích z roku 1940. Nicméně, většina poradců se spoléhá na výjimku z registrace podle § 203 (b) (6) zákona o poradcích. Tato výjimka se vztahuje na CTA, jejichž činnost primárně nespočívá v investičním poradenství.